# Дім Коперника (Торунь)
Ді́м Мико́лая Копе́рника (пол. Dom Mikołaja Kopernika) — одна з найгарніших і стилістично цілісних готичних кам'яниць північної Польщі. Вважається ймовірним місцем народження польського і німецького астронома Миколая Коперника. Розташовується в Торуні за адресою вулиця Коперника, 15—17.
В будинку діє музей «Будинок Миколи Коперника» — одна з п'яти філій Окружного музею в Торуні. Експозиція музею присвячена життю Коперника, історії науки і старовинним інтер'єрам. Музей приймає близько 100 тисяч відвідувачів на рік.
В двох кварталах від будинку знаходиться пам'ятник Миколаю Копернику.

## Опис
Будинок датується 1370 роком і належить до поширеного в урбаністиці міст Ганзейської унії типу кам'яниць «дім-склад», які в середньовіччі виконували як житлові, так і складські функції. У структурі будівлі досі зберігаються залишки мурувань з XIV століття. Нинішній вигляд кам'яниця набула в XV столітті.
Наприкінці XIV століття власником будинку став Герборд Платте, торговець сукном. У 1459 році кам'яницю перебрав у свого племінника Шимона Фальбрехта за борги Лукас I Ватценроде, дід Миколи Коперника, і незабаром передав його своїй доньці Барбарі Ватценроде та її чоловікові Миколаю Коперніку старшому. Багато істориків вказують цю кам'яницю як місце, де в 1473 році народився астроном Миколай Коперник. Через сім років після народження Миколи Коперника, у 1480 році, родина Коперників продала будинок Георгу Полніше.
У XIX столітті будівлю пристосували під оренду квартир. Тоді її внутрішній простір було перебудовано, а фасад поштукатурено.
У 1929 році будинок було вперше внесено до реєстру пам'яток. Знову був включений до цього списку в 1970 році.
У 1972—1973 роках кам'яниця була реставрована і пристосована до функції музею. Під час цих робіт було відновлено його колишнє просторове розташування, наприклад високий зал з кухнею, сходами та навислим дерев'яним приміщенням (перший поверх кам'яниці). Фасад кам'яниці також був оновлений, прикрашений порталом, цегляними фризами та вертикальними заглибленнями, декорованими орнаментом.
1973 року, в рік Коперника, в будівлі відкрився Музей Миколи Коперника.

## Музей
Музей присвячений стародавній та новітній науці, повсякденному життю міщанської родини в середньовічному Торуні, а також життю та діяльності видатного торунянина Миколая Коперника.
Експозиція розділена на наступні виставки:
- стародавня і сучасна наука,
- міські інтер'єри,
- життя і творчість Миколи Коперника[9].

Ці виставки доповнює показ 3D-фільмів.
На верхньому поверсі музею можна побачити оригінальну середньовічну ферму даху та переглянути короткий 3D-фільм, який «відкриває» дах будівлі та показує зоряне небо.
У 2017—2018 роках музей було ґрунтовно модернізовано в рамках програми «Старе місто Торунь — охорона та збереження культурної спадщини ЮНЕСКО — етап II», а його повторне відкриття відбулося 23 червня 2018 року. За це в 2019 році музей був нагороджений головним призом національного конкурсу «Модернізація року 2018».

## Вшанування пам'яті
1 червня 1971 року польська пошта випустила поштову марку із зображенням Торунського дому Коперника номіналом 40 гр у серії «Шляхами Коперника». Автором дизайну марки був Анджей Гайдріх . Марка перебувала в обігу до 31 грудня 1994 року.

## Галерея

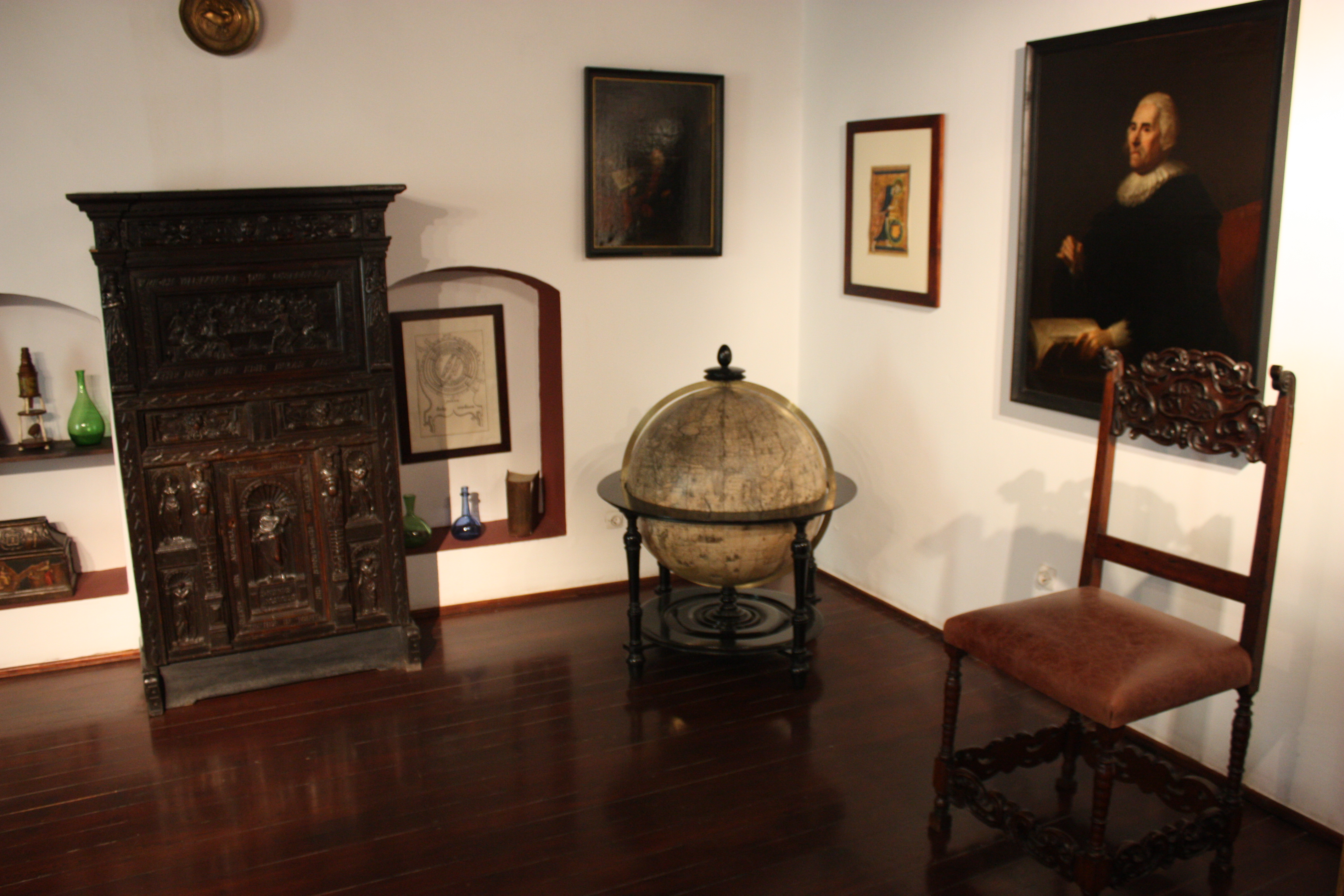
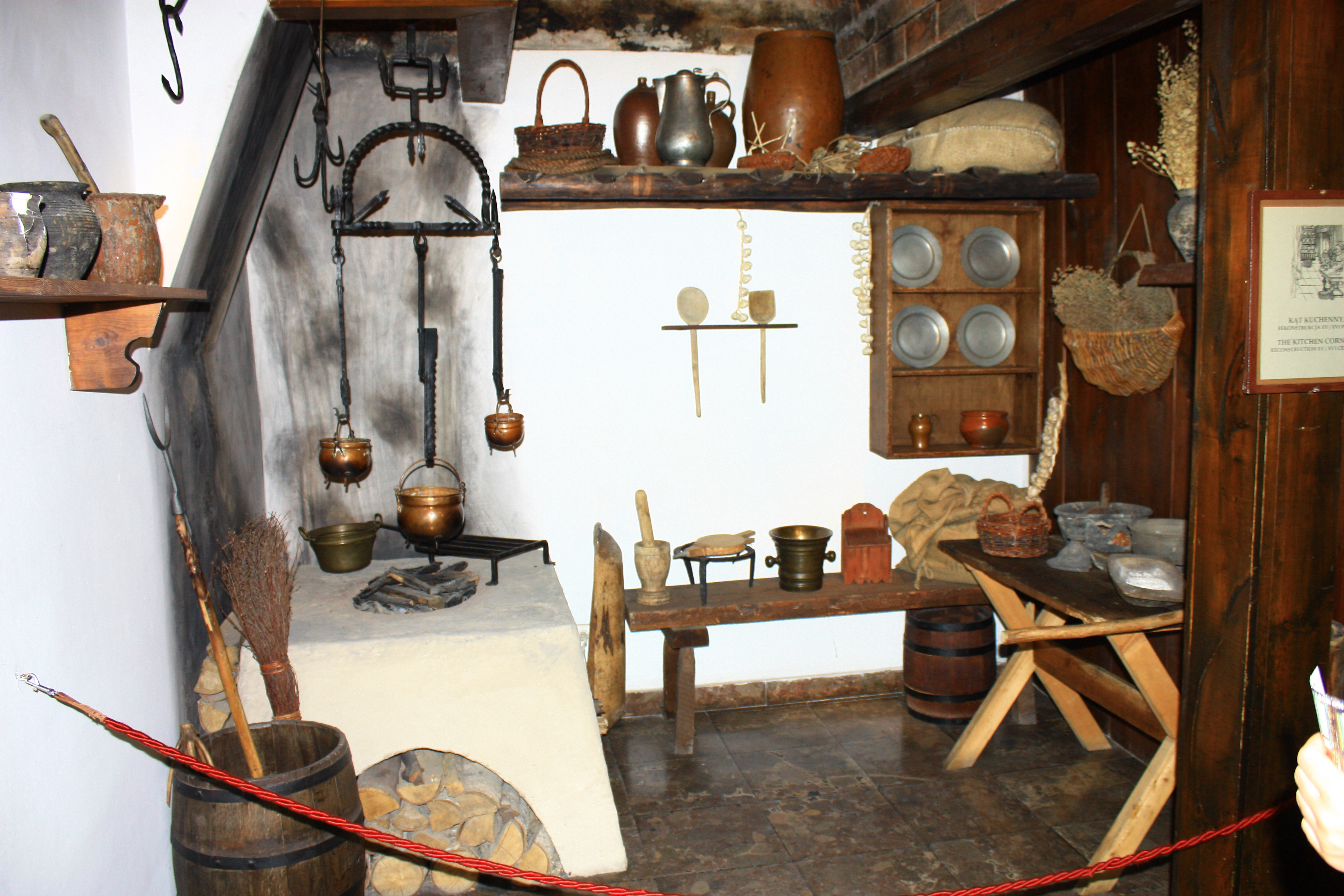
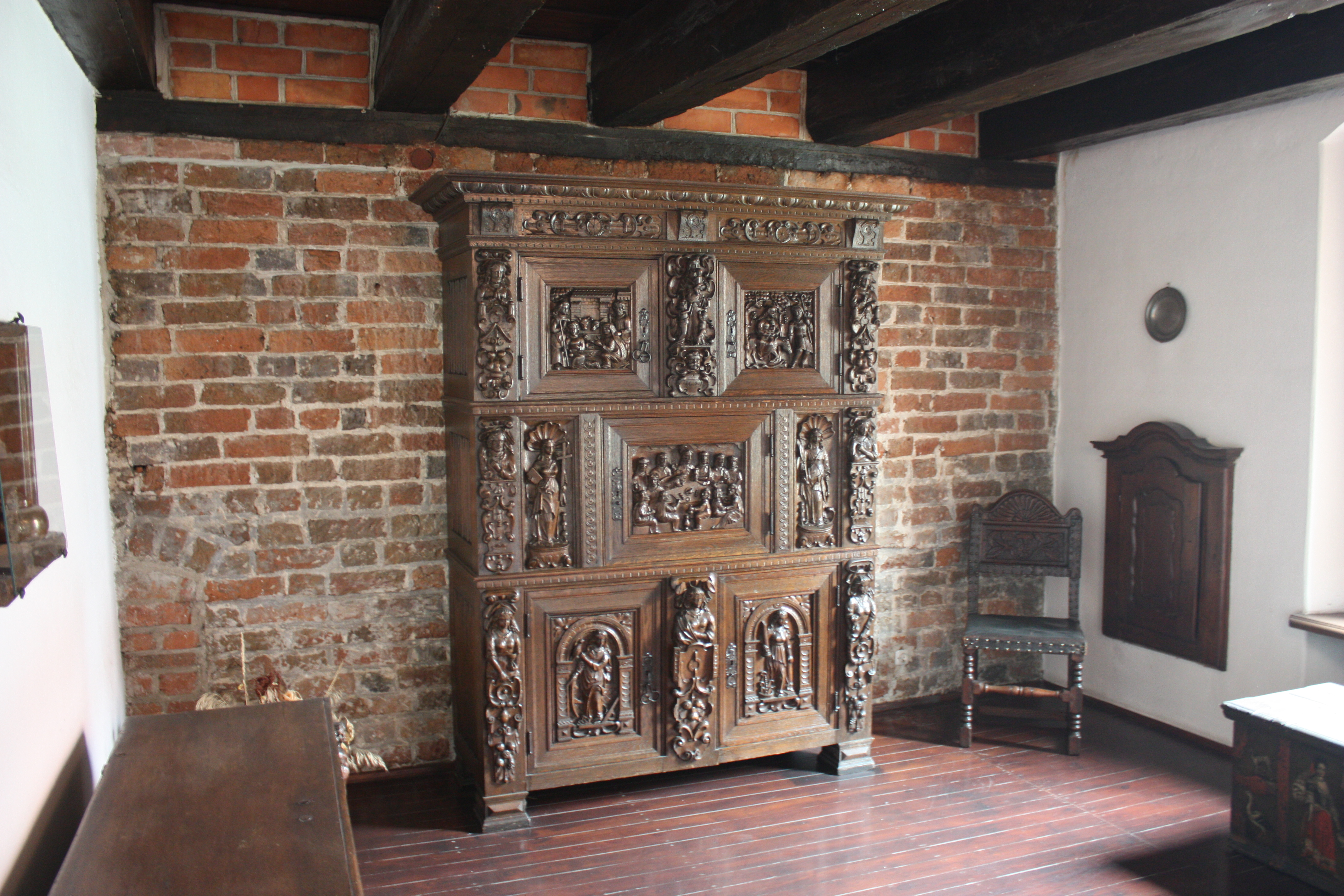
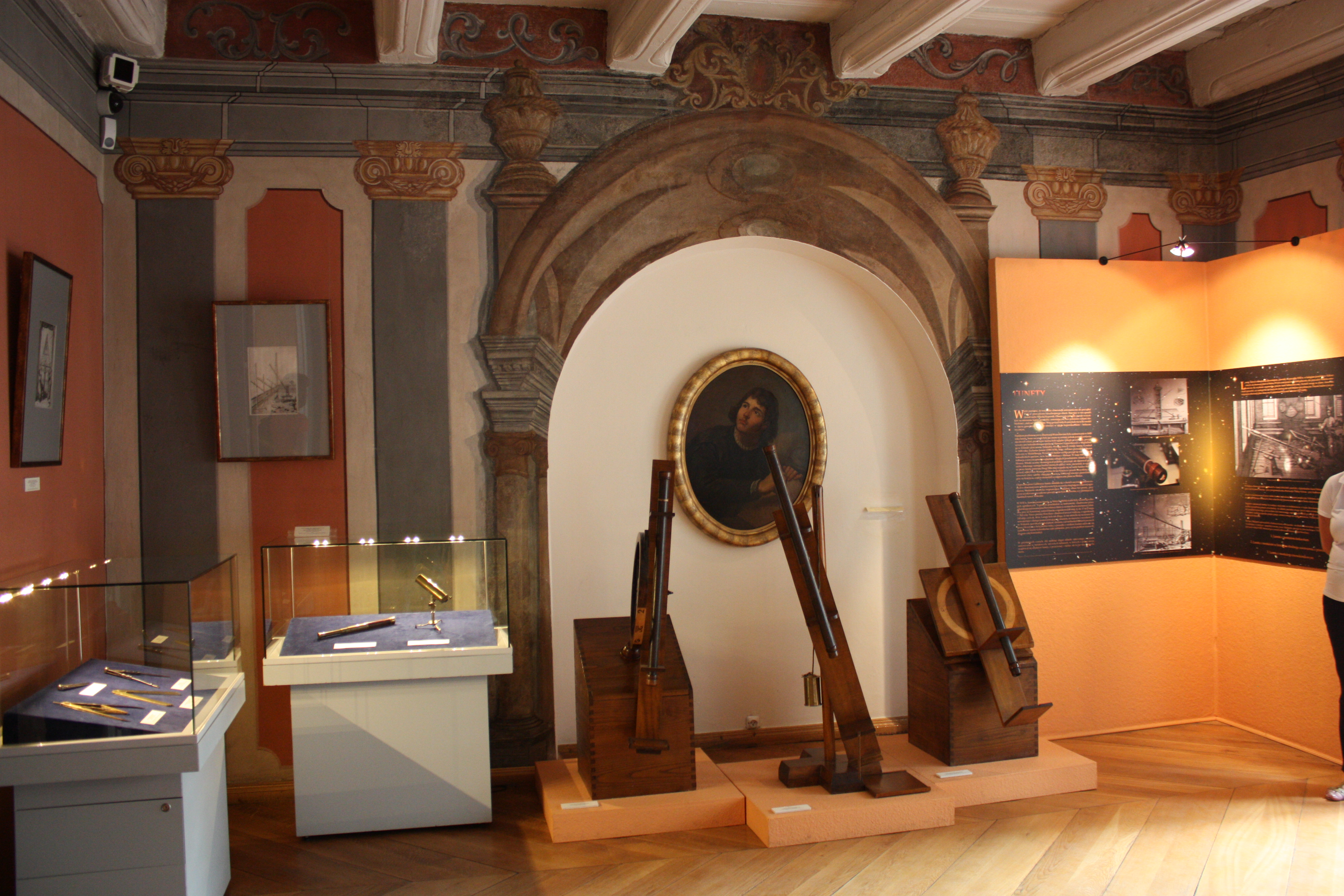

Інтер'єр кам'яниці до модернізації: